# Dewas (Staat)
Dewas war einer der Fürstenstaaten der Central India Agency von Britisch-Indien im heutigen Bundesstaat Madhya Pradesh. Er entstand im Zuge der Eroberung der Region Malwa durch die Marathen und wurde von zwei Gefolgsleuten des Peshwa im Jahre 1728 gegründet: die Brüder Tukojirao I. Puar und Jivajirao Puar teilten das Fürstentum unter sich auf. Diese Teilung wurde von ihren Erben beibehalten, so dass ein Doppelstaat Dewas Senior / Dewas Junior bestand. Auch die Hauptstadt Dewas war geteilt. Beide Fürstentümer waren 1818–1947 britische Protektorate und beide Rajas wurden 1918 zu Maharajas erhoben.
Das Territorium des Doppelstaates bestand aus mehreren getrennten Teilstücken. Davon hatte Dewas Senior 1163 km² und 62.000 Einwohner, Dewas Junior 1085 km² und 55.000 Einwohner (1901). Beide Maharajas vollzogen am 15. Juni 1948 den Anschluss an Indien und traten am 16. Juni der Fürstenunion Madhya Bharat bei. Am 1. November 1956 wurden alle Fürstenstaaten der Union aufgelöst und dem Bundesstaat Madhya Pradesh einverleibt.